# Union Film
Унион филм је предузеће за производњу, дистрибуцију и приказивање (биоскопских) филмова које је основано 12. октобра 1978. године.
Седамдесетих година производне и дистрибутивне организације се уједињују обезбеђујући апсолутни монопол над тржиштем. Места за организације из приказивачке (биоскопске области) није било. У том периоду, биоскопска мрежа у Југославији била је веома велика — преко 1500 биоскопских дворана, а број гледалаца у том периоду износи око 100 милиона. У циљу опстанка биоскопа, велики и мали се удружују, по закону једино могућу организацију - Удружење приказивача филмова.
У почетку, улагана су скромна средства у поједине филмске пројекте. Удружење приказивача филмова је као дистрибутер приказало следеће наслове у биоскопима попут филмова: Бреме, Мирко и Славко, Доктор Младен, Црвена земља, Сјећаш ли се Доли Бел, Отац на службеном путу, Живети као сав нормалан свет, Двије половине срца, Тамо и натраг, Хајдук, Квар, Пјевам дању, пјевам ноћу итд.
Почетком ’80-их Удружење приказивача филмова мења назив у Унион филм и тада се посвећује реализацији продукцији сопствених филмова:
- Са предузећем Звезда филм реализује филм Позоришна веза из 1980. и филмове Зорана Чалића од 2 наставка Лудих година из 1980. до Шта се згоди кад се љубав роди из 1984.
- Са предузећем Неопланта филм реализује филм Живот је леп
- Са предузећем Кинема Сарајево филм И то ће проћи
- Са предузећем Вардар филм Скопље у копродукцији реализује филм Срећна нова 49 итд.

У овом периоду УНИОН ФИЛМ је продуцирао и наслове попут: Шећерна водица, Секула и његове жене, Тесна кожа, Ортаци, монодрама Милутин.
Ситуација везана за увоз страних филмова, била је компликована и тешка.
Без обзира на јаку конкуренцију средином ’80-их успева да обезбеди увоз од око 20 филмова из тзв. светске А категорије и равномерно стаје раме уз раме свих већих дистрибутерских кућа на Балкану.
Појава видео-рекордера публику одвлачи од биоскопа. Проблем који се јавља је регулисање видео-права, јер су лиценце за ова права биле скупе а могу се користити након биоскопске експлоатације филма.
Врло брзо, Унион филм је пригрлио и ову новину на филмском тржишту. Прво легално издање видео-касета из сопствене продукције обухватало је 24 домаћа филма. Убрзо, успева да се снађе на иностраном тржишту и издаје едицију филмова Трајне уметничке вредности.
Значајни људи који су учествовали у реализацији пројеката Унион филма су:
- Петар Бата Машић
- Милан Божић
- Никола Поповић

Новембра 2004. године Унион филм се приватизује и купује је дистрибутерска кућа Провижн и наставља свој рад са једнаким успехом.
Традиција и квалитет Унион филма који је имао значајну улогу у развоју српске кинематографије у целости, обогаћени су идејама и ентузијазмом тима младих стручњака, чија основна идеја је да у ново доба филмске индустрије Унион филм задржи позицију коју је градио од 1978. године.
Године 2015. Унион филм и дистрибутерска кућа Провижн, спајају се у једну продуцентску кућу FOX Vision, настављајући традицију ове две куће.

## Продукција филмова
| Год.   | Назив                                  | Улога                           |
| ------ | -------------------------------------- | ------------------------------- |
| 1980-е |                                        |                                 |
| 1980.  | Позоришна веза                         | дистрибутер                     |
| 1980.  | Дошло доба да се љубав проба           | дистрибутер                     |
| 1980.  | Мајстори, мајстори                     | дистрибутер                     |
| 1981.  | Љуби, љуби, ал’ главу не губи          | дистрибутер                     |
| 1981.  | Пикник у Тополи                        | дистрибутер                     |
| 1981.  | Сок од шљива                           | дистрибутер                     |
| 1982.  | Двије половине срца                    | дистрибутер                     |
| 1982.  | Директан пренос                        | дистрибутер                     |
| 1982.  | Живети као сав нормалан свет           | дистрибутер                     |
| 1983.  | Како сам систематски уништен од идиота | дистрибутер                     |
| 1983.  | Какав деда такав унук                  | извршни продуцент и дистрибутер |
| 1983.  | Иди ми, дођи ми                        | извршни продуцент и дистрибутер |
| 1983.  | Шећерна водица                         | извршни продуцент и дистрибутер |
| 1983.  | Мољац (филм)                           | копродуцент и дистрибутер       |
| 1984.  | Шта је с тобом, Нина                   | извршни продуцент и дистрибутер |
| 1984.  | Пејзажи у магли                        | извршни продуцент и дистрибутер |
| 1984.  | Балкански шпијун                       | извршни продуцент и дистрибутер |
| 1984.  | Пази шта радиш (Матуранти)             | извршни продуцент и дистрибутер |
| 1984.  | У раљама живота                        | копродуцент и дистрибутер       |
| 1984.  | Камионџије опет возе                   | копродуцент и дистрибутер       |
| 1984.  | Лазар                                  | извршни продуцент и дистрибутер |
| 1984.  | Војници                                | извршни продуцент и дистрибутер |
| 1984.  | Крај рата                              | дистрибутер                     |
| 1984.  | Шта се згоди кад се љубав роди         | извршни продуцент и дистрибутер |
| 1984.  | Нема проблема                          | дистрибутер                     |
| 1985.  | Отац на службеном путу                 | дистрибутер                     |
| 1985.  | Оркестар једне младости                | дистрибутер                     |
| 1985.  | И то ће проћи                          | копродуцент и дистрибутер       |
| 1985.  | Држање за ваздух                       | извршни продуцент и дистрибутер |
| 1985.  | Дебели и мршави                        | извршни продуцент и дистрибутер |
| 1985.  | Ћао инспекторе                         | копродуцент и дистрибутер       |
| 1985.  | Живот је леп                           | извршни продуцент и дистрибутер |
| 1986.  | Посљедњи скретничар узаног колосјека   | копродуцент и дистрибутер       |
| 1986.  | Срећна нова ’49.                       | копродуцент и дистрибутер       |
| 1986.  | Шмекер                                 | извршни продуцент и дистрибутер |
| 1986.  | Развод на одређено време               | извршни продуцент и дистрибутер |
| 1986.  | Секула и његове жене                   | извршни продуцент и дистрибутер |
| 1988.  | Шпијун на штиклама                     | дистрибутер                     |
| 1988.  | Ортаци                                 | извршни продуцент и дистрибутер |
| 1988.  | Милутин (монодрама)                    | извршни продуцент и дистрибутер |
| 1999.  | У име оца и сина                       | извршни продуцент и дистрибутер |